# L'amore impossibile di Fisher Willow
L'amore impossibile di Fisher Willow (The Loss of a Teardrop Diamond) è un film del 2008 diretto da Jodie Markell, basato su una sceneggiatura, a lungo dimenticata, scritta nel 1957 da Tennessee Williams. Gli interpreti principali del film sono Bryce Dallas Howard e Chris Evans.
Il film è stato distribuito negli Stati Uniti il 30 dicembre 2009.

## Trama
Anni venti, Fisher Willow, figlia di un ricco proprietario terriero di Memphis, si innamora di Jimmy, ragazzo di umili origini con un padre alcolizzato e una madre malata di mente. Al fine di non deludere i genitori e soprattutto la zia, colei che controlla le fortune di famiglia, Fisher cerca in tutti i modi di far apparire Jimmy come un ragazzo dell'alta società e con brillante futuro. Quando un prezioso diamante scompare, il rapporto tra i due ragazzi inizia a vacillare.

## Produzione
Le riprese del film sono iniziate a Baton Rouge il 13 agosto 2007. Inizialmente il ruolo di Fisher Willow doveva essere interpretato da Lindsay Lohan.